# Basznia Górna
Basznia Górna is een plaats in het Poolse district  Lubaczowski, woiwodschap Subkarpaten. De plaats maakt deel uit van de gemeente Lubaczów en telt 447 inwoners.